# Біологія
Біоло́гія (дав.-гр. βίος — життя, дав.-гр. λόγος — слово; наука) — система наук, що вивчає життя в усіх його проявах й на всіх рівнях організації живого, про живу природу, про істот, що заселяють Землю чи вже вимерли, їхні функції, розвиток особин і родів, спадковість, мінливість, взаємини, систематику, поширення на Землі; про зв'язки істот та їхні зв'язки з неживою природою. Біологія встановлює загальні закономірності, властиві життю в усіх його проявах.

## Історія
Термін «біологія» вперше вжив 1797 р. німецький професор анатомії Теодор Руз (1771–1803), пізніше 1800 р. термін застосував професор Дерптського університету Фрідріх Бурдах (1776–1847), а 1802 р. — Жан Батист Ламарк (1744–1829) Лудольф Тревіранус (1779–1864).
Біологія як наука постала, коли людина почала пізнавати довкілля, у зв'язку з матеріальними умовами життя суспільства, розвитком виробничих стосунків, медицини, практичних потреб людини.
Нарівні з фізикою, хімією, географією, біологія належить до природничих наук, предметом вивчання яких є природа. У процесі поступового розвитку й збагачування новими фактами біологія перетворилася на комплекс наук, що досліджує закономірності, властиві істотам із різних боків. Деякі з цих наук представляють самостійні дисципліни — анатомія, фізіологія, гістологія, біохімія, мікробіологія тощо.
Сучасна біологія — це складний високо-диференційований комплекс фундаментальних і прикладних досліджень живої природи, яка має чимало біологічних дисциплін, що спеціалізуються на вивченні структурно-функційних особливостей певних організмів.
Теоретичний фундамент біології заклало еволюційне вчення Дарвіна, клітинна теорія Шванна і целюлярна патологія Рудольфа Вірхова.
Людина віддавна, від доісторичних часів, жила поряд з іншими істотами. Ще більше ознайомилась вона з ними, коли почала культивувати рослини і одомашнювати тварин. У міру освоєння рослинного і тваринного світу розвивались і поглиблювались знання людини. З поверхових і часто неточних уявлень про природу поступово формувались певніші й точніші знання. Пам'ятки давніх культур: китайської, індійської, Афіно-вавилонської, єгипетської, грецької — свідчать про те, що ще задовго до початку нашої ери було нагромаджено значний емпіричний матеріал у галузі біології. Нарівні з практичними питаннями, важливими для сільського господарства і медицини, давні природознавці-мислителі (Геракліт, Демокрит, Гіппократ та ін.) намагались розв'язати і низку загально-біологічних питань, зокрема тих, що стосуються походження й еволюції істот. Важливу значність для розвитку біології мали твори Арістотеля (384—322 до н. е.).
Перші систематичні спроби пізнання живої природи здійснили античними лікарі й філософи (Гіппократ, Арістотель, Теофраст, Гален). Їхні праці, продовжено в добу Відродження, саме вони започаткували ботаніку й зоологію, а також анатомію і фізіологію людини (Андреас Везалій і ін.). У 17 — 18 сторіччях у біологію проникають експериментальні методи. На основі кількісних вимірів і застосування законів гідравліки було відкрито механізм кровообігу (Вільям Гарвей, 1628). Винахід мікроскопа розсунув границі відомого світу істот, поглибив уявлення про їхню будову. Одне з головних досягнень цієї доби — створення системи класифікації рослин і тварин (Карл Лінней, 1735). Воднораз переважали умоглядні теорії про розвиток і властивості істот (самозародження, преформації тощо).
У 19 сторіччі в результаті різкого збільшення кількості біологічних досліджень (нові методи, експедиції в тропічні й малодоступні райони Землі та ін.), нагромадження і диференціації знань сформувалося багато спеціальних біологічних наук. Так, у ботаніці і зоології з'являються розділи, які вивчають окремі систематичні групи, розвиваються ембріологія, гістологія, мікробіологія, палеонтологія, біогеографія тощо. Серед досягнень біології клітинна теорія (Теодор Шванн, 1839), відкриття закономірностей спадковості (Грегор Мендель, 1865). До фундаментальних змін у біології призвело еволюційне вчення Чарльза Дарвіна (1859).
Біології 20 сторіччя властиві дві взаємозалежні тенденції. З одного боку, сформувалося уявлення про якісно різні рівні організації живої природи: молекулярний (молекулярна біологія, біохімія й інші науки, які поєднують поняттям фізико-хімічна біологія), клітинний (клітинна біологія), рівень організмів (анатомія, фізіологія, ембріологія), популяційно-видовий (екологія, біогеографія). Із другого боку, прагнення до цілісного, синтетичного пізнання живої природи призвело до поступу наук, які вивчають певні властивості живої природи на всіх структурних рівнях її організації (генетика, систематика, еволюційне вчення тощо). Разючих успіхів від 1950-х років досягла молекулярна біологія, яка розкрила хімічні основи спадковості (будова ДНК, генетичний код, матричний принцип синтезу біополімерів). Учення про біосферу (В. І. Вернадський) розкрило масштаби геохімічної діяльності живих організмів, їхній нерозривний зв'язок із неживою природою. Практичну значність біологічних досліджень і методів (а також генної інженерії, біотехнології) для медицини, сільського господарства, промисловості, розумного використання природних ресурсів й охорони природи та проникнення в ці дослідження ідей і методів точних наук висунули біологію в середині 20 століття на передові рубежі природознавства.

## Завдання біології і огляд основних проблем
Завданням біології є всебічне вивчання всієї сукупності організмів як сучасних, так і викопних. Кількість сучасних видів організмів сягає близько 2 млн, серед яких понад 1,5 млн тварин. Приблизно стільки ж відомо викопних видів. Біологи досліджують будову рослин і тварин, їхні життєві функції, спосіб життя та поширення на Землі, їхній історичний розвиток і важливість, шляхи використання тощо. Ці дослідження дають можливість щонайбільше й раціональніше використовувати в інтересах людини корисні форми й усе успішніше знищувати шкідливі.
Питання про історичний розвиток органічного світу й походження людини є одними з найважливіших в сучасній біології; вони завжди стояли в центрі боротьби між матеріалізмом та ідеалізмом. Саме розділ біології, що осягає ці питання, зазнавав і зазнає сильних нападок із боку реакційних сил в біології.
Біологія нині — складна система наукових дисциплін, кожна з яких має свої завдання, свої методи й об'єкти дослідження.
Увесь світ організмів, залежно від ступеня їхньої спорідненості, поділяють на певні групи: типи, класи, ряди, родини, роди, види. Розподіл організмів по групах, або їхню класифікацію, здійснює систематика. Основоположником наукової систематики був К. Лінней.
Поділ біології на окремі наукові дисципліни визначають передусім місцем організмів у системі. Своєрідні особливості рослинних і тваринних організмів зумовили насамперед диференціацію двох основних галузей біології — ботаніки, що всебічно вивчає рослини, і зоології — науки про тварин. Чимало розділів ботаніки і зоології нині є самостійними науками. Наприклад, з ботаніки виокремились науки: про бактерії — бактеріологія, про водорості — альгологія, про гриби — мікологія, про лишайники — ліхенологія, про мохи — бріологія та ін. У XX ст. розвинулась вірусологія. Зоологію також поділяють на низку наук, кожна з яких вивчає певну групу тварин. Так, одноклітинних вивчає протозоологія, паразитичні черви — гельмінтологія, раків — карцинологія, павуків — арахнологія, комах — ентомологія, молюсків — малакологія, риб — іхтіологія, земноводних — батрахологія, плазунів — герпетологія, птахів — орнітологія, ссавців — мамаліологія (теріологія). Крім того, розрізняють ще гідробіологію — науку, що вивчає життя організмів у водному середовищі, паразитологію — науку про паразитичні організми та боротьбу з ними.
Будову організмів та її зміни в індивідуальному й історичному розвитку досліджує морфологія, яка є базою для розвитку інших біологічних наук. Для вивчення внутрішньої будови організмів морфологія користується методом розтинів та зрізів, тому цей її розділ відомий ще під назвою анатомії. Застосування порівняльного аналізу внутрішніх структур уможливило здійснити низку важливих узагальнень. Без порівняльної анатомії неможливе розв'язання такої важливої проблеми, як еволюція органічного світу.
Мікроскопічне дослідження найтоншої будови тіла організмів, недоступної для голого людського ока, здійснює наука про тканини — гістологія. Рівнобіжно з порівняльною анатомією розвинулась порівняльна гістологія. Мікроскопічне дослідження будови клітин привело до розвитку клітинної біології — науки про будову, хімічний склад, фізіологічні властивості та розвиток цієї основної структурної одиниці істот.
Морфологічні науки тісно переплітаються з фізіологією, яка вивчає життєві функції організмів, тобто процеси їхньої життєдіяльності (рух, харчування, дихання, кровообіг, виділення, передавання нервового збудження тощо). З фізіологією споріднена біохімія, або фізіологічна хімія, яка досліджує хімічні процеси, що лежать в основі обміну речовин, провадить хімічний аналіз тканин та різних виділень організму.
Взаємини і взаємодію організму та довкілля вивчає екологія. Важливим її розділом є ценологія, яка вивчає біоценози. З даних екології і ценології виходить у своїх висновках біогеографія, яку поділяють на фітогеографію (географія рослин) і зоогеографію (географія тварин).
Індивідуальний розвиток організмів (онтогенез) поділяють на два етапи — ембріональний (зародковий) і постембріональний (післязародковий). Закономірності ембріонального розвитку вивчає ембріологія, яку, природно, поділяють на ембріологію рослин та ембріологію тварин і людини. Питання спадковості й мінливості організмів досліджує генетика.
Еволюційне вчення, або дарвінізм, осягає як загальні закономірності еволюції організмів, так і чинники історичного (філогенетичного) й індивідуального розвитку тварин і рослин. Конкретні шляхи історичного розвитку, спорідненість різних систематичних груп організмів — їхню філогенію вивчає філогенетика. Вельми важливе значення для виявляння спорідненості організмів має палеонтологія, яка досліджує викопних рослин (палеоботаніка) і викопних тварин (палеозоологія) та їхній розвиток протягом усіх геологічних часів. Саме вона дозволяє на підставі документальних даних — скам'янілих залишків викопних організмів — відтворити реальну картину еволюції органічного світу, послідовні етапи розвитку життя на Землі.
Аналізуючи складні біологічні явища треба розглядати їх у тісному зв'язку з процесами, що відбуваються в неживій природі. Тому біологія широко користується послугами фізики, хімії, геології та інших природничих наук. Вивчання фізичних закономірностей у біологічних явищах, зокрема впливу радіоактивних речовин на організми, привело до виникнення нових розділів біології — біофізики та радіобіології.

## Біологічні дисципліни
- Акарологія — наука про кліщів, розділ зоології.
- Альгологія — наука про водорості, розділ ботаніки.
- Анатомія — збірна група розділів біології, які вивчають структуру організмів або їхніх частин на рівні вище клітинного.
- Антропологія — біологічна наука, що вивчає тілесну природу людини, її походження і подальший розвиток.
- Арахнологія — наука про павукоподібних, розділ зоології.
- Бактеріологія — розділ мікробіології, що вивчає будову, життя і властивості бактерій.
- Батрахологія — наука про земноводних, розділ зоології.
- Біогеографія — наука, що вивчає закономірності географічного поширення тварин і рослин та їхніх угруповань, а також характер фауни і флори окремих територій.
- Біогеологія — науковий напрям, який досліджує роль організмів в утворенні та розвитку земної кори.
- Біогеофізика — галузь геофізики, яка досліджує фізичні процеси, пов'язані з життям, зокрема — вивчення закономірностей міграції радіоактивних ізотопів в природних біоценозах.
- Біогеохімія — галузь геохімії, що вивчає геохімічні процеси, які відбуваються в біосфері за участю організмів, зокрема розглядає роль організмів у процесах міграції, розподілу, розсіяння і концентрації хімічних елементів у земній корі, виявляє геохімічні провінції.
- Біогеоценологія — наука, що вивчає будову та функціонування комплексів живої і неживої природи — біогеоценози та біогеосферу в цілому.
- Біоінженерія — галузь біології та медицини, що займається свідомим внесенням змін до живих організмів для керування їхніми властивостями.
- Біоінформатика — область обчислювальної біології, що застосовує машинні алгоритми і статистичні методи для аналізу великих наборів біологічних даних.
- Біологія океану — наука, розділ біології і океанології, що вивчає життя морських організмів (біоти) і їхні екологічні взаємодії (біоценоз).
- Біологія розвитку — розділ біології, що вивчає причинні механізми і рушійні сили індивідуального розвитку (онтогенезу) організмів тварин і рослин.
- Біометрія — сукупність методів математичного опрацювання даних, одержаних при вимірюванні тіла або окремих органів організмів.
- Біомеханіка — наука, котра вивчає на основі ідей та методів механіки властивості біологічних об'єктів.
- Біоніка — використання біологічних методів та структур для розробки інженерних рішень та технологічних методів.
- Біосеміотика — наука, що досліджує властивості знаків та знакових систем (знакові процеси) в живих системах.
- Біоспелеологія — розділ біології, що займається вивченням організмів, що мешкають у печерах.
- Біофізика — галузь науки, яка вивчає фізичні та фізико-хімічні явища зародження, формування, життєдіяльність, відтворення життя на всіх рівнях, починаючи з молекул, клітин, органів та тканин, закінчуючи організмами та біосферою в цілому.
- Біохімія — наука про хімічний склад організмів та їхніх складових частин, та про хімічні процеси, що протікають в організмах.
- Біоценологія — розділ екології, що вивчає біоценози, їх виникнення, походження й розвиток, будову й розподіл в просторі й часі, взаємовідношення з довкіллям та між собою як самих біоценозів, так і їхніх окремих компонентів.
- Ботаніка — розділ біології, що вивчає рослини, гриби і водорості.
- Ботанічна географія — наука про закономірності географічного розповсюдження рослинного покрову в зв'язку з рельєфом, кліматом, ґрунтами та іншими складовими ландшафту.
- Бріологія — наука, що вивчає мохоподібні (мохи та печіночники).
- Валеологія — науково-навчальна дисципліна, що займається вивченням формування та збереження здоров'я.
- Вікова анатомія — наука, що вивчає зміни в будові тіла в онтогенезі.
- Вірусологія — галузь науки, яка вивчає властивості вірусів людини, тварин, рослин, бактерій, грибів.
- Гельмінтологія — наука, яка вивчає гельмінтів (паразитних червів), хвороби, які вони викликають та міри боротьби з ними, розділ зоології.
- Генетика — це наука про гени, спадковість та варіативність організмів.
- Геронтологія — наука, що вивчає закономірності старіння живих істот.
- Герпетологія — наука, що вивчає плазунів, розділ зоології.
- Гідробіологія — комплексна біологічна наука, яка вивчає населення гідросфери.
- Гістологія — розділ біології, що вивчає будову тканин живих організмів.
- Глікобіологія — розділ біології, що вивчає хімічний та біохімічний склад, а також інші аспекти вуглеводів і вуглеводних сполук (особливо глікопротеїнів).
- Дендрологія — розділ ботаніки, що вивчає деревні рослини (дерева, чагарники).
- Еволюційна біологія — галузь біології, що вивчає походження видів, їхні зміни, розділення і виникнення біорізноманіття.
- Екологія — один з розділів біології, який досліджує взаємовідносини між біотичними та соціальними цілісностями та їхнім середовищем.
- Ембріологія — розділ біології розвитку (онтогенезу), що вивчає ембріональний період онтогенезу, тобто ембріони різних видів тварин, їхню анатомію й фізіологію, закономірності їхнього росту, розвитку і дозрівання, патології та аномалії ембріонів.
- Ендокринологія — наука про будову та функції залоз внутрішньої секреції (ендокринних залоз); про речовини, що ними виробляються (гормони) та їхню дію на організм людини (або тварини).
- Ентомологія — наукова дисципліна, що вивчає комах. Інколи це означення набуває ширшого змісту і охоплює також вивчення інших наземних членистоногих, як-то павуків, скорпіонів та кліщів.
- Етологія — польова дисципліна зоології, що вивчає поведінку тварин.
- Зоологія — це біологічна дисципліна, що вивчає тварин та їхні взаємозв'язки з довкіллям.
- Імунологія — галузь біомедичних наук, що покриває вивчення всіх аспектів імунної системи всіх організмів.
- Іхтіологія — наука про риб, розділ зоології.
- Карцинологія — наука, що вивчає ракоподібних, розділ зоології.
- Клітинна біологія — розділ біології, що вивчає структурно-функціональну організацію прокаріотичних та еукаріотичних клітин.
- Космічна біологія — біологічна наука, або розділ біології, що вивчає можливість існування живих організмів у космосі та на інших планетах крім Землі.
- Ксенобіологія — наука про форми життя позаземного походження.
- Ліхенологія — наука, яка досліджує лишайники як особливу групу комплексних організмів, тіла яких складаються з гриба та водорості, але мають свої тільки для них характерні структурні та функціональні властивості.
- Малакологія — наука, що вивчає молюсків, розділ зоології.

- Математична та теоретична біологія — наука, що вивчає закономірності функціонування живого, намагається формально їх описати.
- Мікологія — наука, яка досліджує гриби як особливу групу організмів, що становлять самостійне царство живої природи.
- Мікробіологія — розділ біології, що займається вивченням мікроорганізмів, головним чином вірусів, бактерій, грибків, одноклітинних водоростей і найпростіших.
- Молекулярна біологія — галузь науки, яка вивчає біологічні процеси на рівні біополімерів — нуклеїнових кислот і білків та їхніх надмолекулярних структур.
- Морфологія — розділ біології, що займається вивченням форми та будови організмів та їх специфічних структурних особливостей.
- Нейробіологія — наука, що вивчає будову, функціонування, розвиток, генетику, біохімію, фізіологію, і патологію нервової системи.
- Орнітологія — наука про птахів, один з розділів зоології.
- Остеоло́гія — наука, яка вивчає будову та функції кісток, а також пов'язаних з ними структур.
- Палеоботаніка — досліджує викопні рослини та їхній розвиток протягом усіх геологічних часів.
- Палеозоологія — досліджує викопних тварин та їхній розвиток протягом усіх геологічних часів.
- Палеонтологія — наука, яка вивчає вимерлі організми, намагається реконструювати по знайдених рештках їхній зовнішній вигляд.
- Паразитологія — наука, що вивчає паразитичні організми та боротьбу з ними, розділ зоології.
- Протозоологія — наука, що вивчає одноклітинних, розділ зоології.
- Птеридологія — наука про папоротеподібні.
- Радіобіологія — наука, що вивчає вплив радіоактивних речовин на організми.
- Систематика — наука про різноманіття живих організмів, завданням якої є опис і упорядковування різноманітних існуючих і вимерлих видів, їхній розподіл.
- Системна біологія — наукова дисципліна, що утворилася внаслідок перетину біології та теорії складних систем.
- Синтетична біологія — наука, метою якої є створення та вивчення біологічних систем, що не існували раніше.
- Тератологія — наука про природжені аномалії організмів.
- Теріологія — наука про ссавців, один з розділів зоології.
- Токсикологія — наука, що вивчає отруйні, токсичні та шкідливі речовини, потенційну небезпеку від їхнього впливу на організми та екосистеми.
- Фізіологія — наука, що вивчає органи, системи органів та життєві функції всього організму.
- Фізіологія грибів — наука, що вивчає процеси життєдіяльності грибів.
- Фізіологія рослин — наука, що вивчає всі процеси діяльності та функції рослинного організму, їхні взаємозв'язки та зв'язки з навколишнім оточенням.
- Фізіологія тварин і людини — галузь науки, яка вивчає механізми і закономірності всіх проявів життєдіяльності організму, його органів, тканин, клітин та субклітинних утворень, використовуючи для вивчення й пояснення цих проявів методи й поняття фізики, хімії, математики й кібернетики.
- Філогенетика — область біологічної систематики, що займається ідентифікацією і проясненням еволюційних взаємин серед різних видів життя на Землі, як сучасних, так і вимерлих.
- Ценологія — наука, що вивчає біоценози.
- Цитологія — розділ біології, що вивчає живі клітини, їхні органоїди, будову, функціонування, процеси клітинного розмноження, старіння та смерті.

## Дослідження біології

### Методи дослідження
До біологічних методів дослідження відносять:
- Метод спостереження — є основою морфологічних наук, його використовують, як на мікроскопічному, так і макроскопічному рівнях. Сутність методу полягає у встановленні індивідуальності об'єкта, що досліджується, без штучного втручання до його процесів життєдіяльності. Зібрану інформацію використовують для подальшого дослідження.
- Порівняльний метод використовують для порівняння об'єкта дослідження з подібними об'єктами чи процесами. Він дозволяє відкривати нові види живих істот та класифікувати їх, детально аналізуючи схожі та відмінні риси порівняно з близькими до них формами.
- Експериментальний метод використовують для вивчення об'єктів чи процесів у спеціально створених штучних умовах. На відміну від методу спостереження, експериментальний метод передбачає навмисне втручання експериментатора у природу, що дозволяє встановити наслідки від впливу тих, чи інших факторів на об'єкт дослідження. Метод може застосовуватись як у природних умовах, так і лабораторних.
- Моніторинг (у біології) — це метод постійного спостереження за станом окремих біологічних об'єктів, перебігом певних процесів в окремих екологічних системах, або у біосфері в цілому.
- Моделювання — це метод демонстрації та дослідження певних процесів, явищ або організмів за допомогою їхньої спрощеної імітації. Він дає можливість вивчати об'єкти та процеси, котрі складно чи неможливо відтворити експериментально, або безпосередньо спостерігати.
- Статистичний метод — метод оснований на статистичній обробці кількісного матеріалу, зібраного у результаті інших досліджень (спостережень, експериментів, моделювань), що дозволяє його всебічно проаналізувати та встановити певні закономірності.

### Цитологія

Розріз тваринної клітини

Цитоло́гія (грец. κύτος — «вмістилище», тут: «клітина» і грец. λόγος — «вчення», «наука») — розділ біології, що вивчає живі клітини, їхні органоїди, будову, функціонування, процеси клітинного розмноження, старіння та смерті.

### Генетика
Гене́тика (грец. Γενητως — що походить від когось) — наука про закони і механізми спадковості та мінливості. Залежно від об'єкта дослідження класифікують генетику
- рослин;
- тварин;
- мікроорганізмів;
- людини та інші.

Залежно від використовуваних методів — наука про генетику, екологічну генетику та інші. Ідеї та методи генетики грають важливу роль в медицині, сільському господарстві, мікробіологічної промисловості і, а також в генетичній інженерії.
Генетика як наука з'явилася не дуже давно. 1865 року Грегор Мендель опублікував доповідь «Досліди над рослинними гібридами», з цього і заведено вважати початок науки генетики, а Грегора Менделя за це прозвали «Батьком генетики».

### Екологія
Еколо́гія (грец. Οικος — будинок, житло, господарство, місце проживання, батьківщина і грец. λόγος — поняття, вчення, наука) — наука про відносини живих організмів і їхніх спільнот між собою і з довкіллям. Термін вперше запропонував німецький біолог Ернст Геккель у 1866 році в книзі «Загальна морфологія організмів».

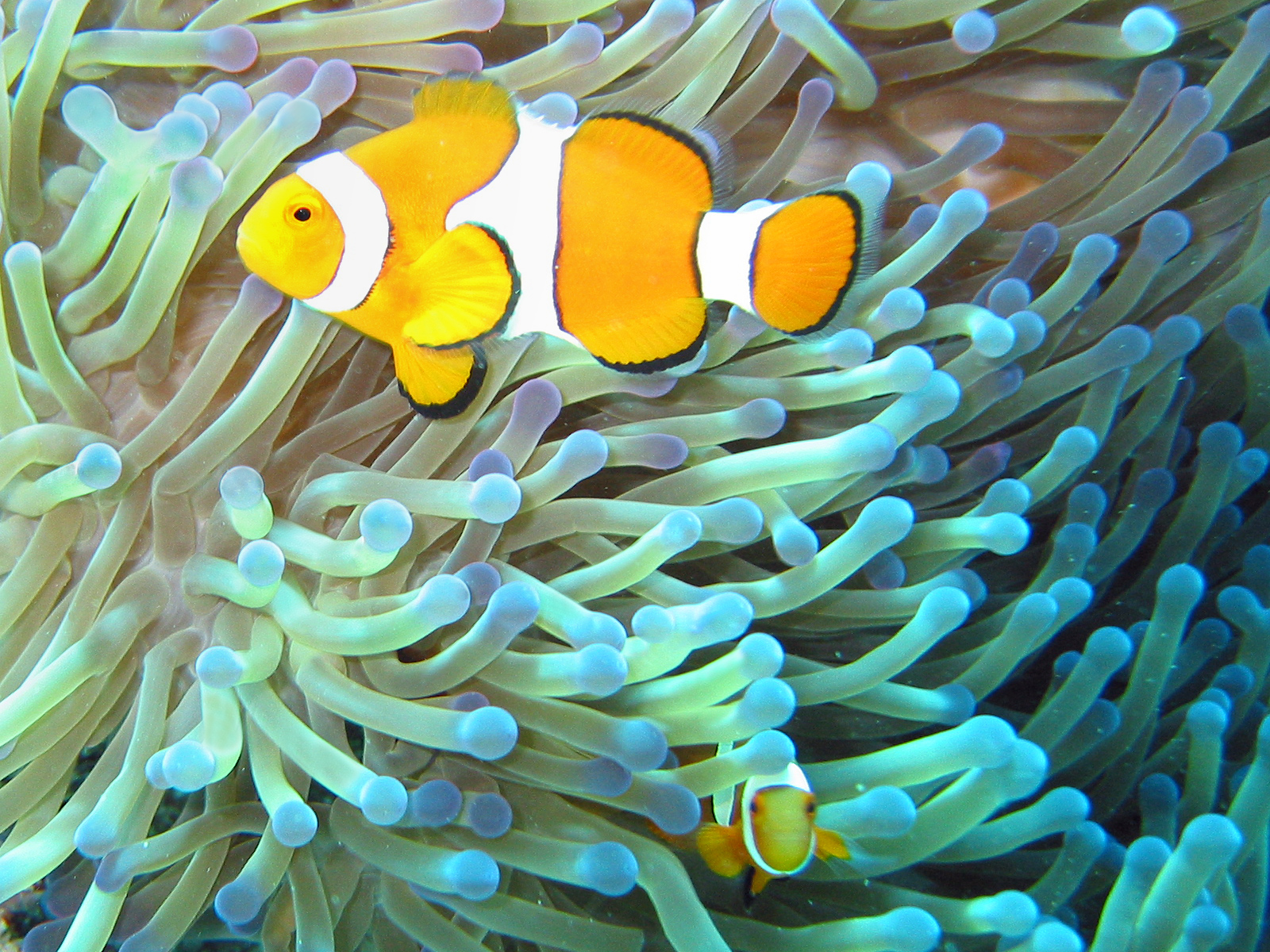
Взаємний симбіоз риби з роду Amphiprion, що живуть серед щупалець тропічних актиній. Територіальна риба захищає її від анемони, що харчуються актинією, і в свою чергу, уїдливі щупальця анемони захищають рибу-клоуна від хижаків.

Екологія як наука стала дуже популярна в наш час, у зв'язку з погіршенням довкілля.
Об'єкти дослідження екології — переважно, системи вище рівня окремих організмів: популяції, біоценози, екосистеми, а також вся біосфера. Предмет вивчення — організація і функціонування таких систем.
Головне завдання прикладної екології — розробка принципів раціонального використання природних ресурсів на основі сформульованих загальних закономірностей організації життя.
Методи досліджень в екології підрозділяються на
- польові;
- історичні;
- експериментальні;
- метод порівняння;
- метод моделювання.

Польові методи являють собою спостереження за функціонуванням організмів у їхньому природному середовищі існування.
Історичний метод допомагає на основі даних про сучасний органічний світ та його минуле, пізнати процеси розвитку живої природи.
Експериментальні методи включають в себе варіювання різних факторів, що впливають на організми, по виробленій програмі в стаціонарних лабораторних умовах.
Метод порівняння дає змогу виявити загальні закономірності в будові і життєдіяльності різних організмів.
Методи моделювання дозволяють прогнозувати розвиток різних процесів взаємодії живих систем між собою і з їхнім довкіллям.

### Біологічна класифікація
Біологі́чна класифіка́ція — наукова дисципліна, в завдання якої входить розробка принципів класифікації живих організмів і практичне застосування цих принципів до побудови системи. Під класифікацією тут розуміється опис і розміщення в системі всіх живих і вимерлих організмів.

## Біологічна безпека
Біологі́чна безпе́ка — це збереження функціонування живих систем, їхньої цілісності, біологічних функцій, взаємозв'язків з іншими системами, запобігання широкомасштабної втрати біологічної цілісності, яка може мати місце в результаті інтродукції видів в екосистеми, забруднення довкілля (води, ґрунту, повітря) тощо.

## Відомі біологи
- Вавилов Микола — російський і радянський біолог, вчений — генетик, ботанік.
- Джеймс Ватсон — американський молекулярний біолог, встановив структуру молекули ДНК.
- Антоні ван Левенгук — основоположник наукової мікроскопії.
- Карл Лінней — біолог, що створив систему класифікації організмів.
- Чарльз Дарвін — британський біолог-еволюціоніст.

### Видатні українські біологи
- Гершензон Сергій Михайлович — український генетик.
- Заболотний Данило Кирилович — український мікробіолог, епідеміолог.
- Мечников Ілля Ілліч — український вчений, один з основоположників еволюційної ембріології, імунології та мікробіології.
- Навашин Сергій Гаврилович — український ботанік. Відкрив подвійне запліднення у покритонасінних рослин (1898).
- Палладін Олександр Володимирович — український біохімік.
- Холодний Микола Григорович — український ботанік, фізіолог, мікробіолог, еколог.
- Шкварніков Петро Климентійович — український генетик, селекціонер.
- Шмальгаузен Іван Іванович — український еволюційний морфолог.

## Царства

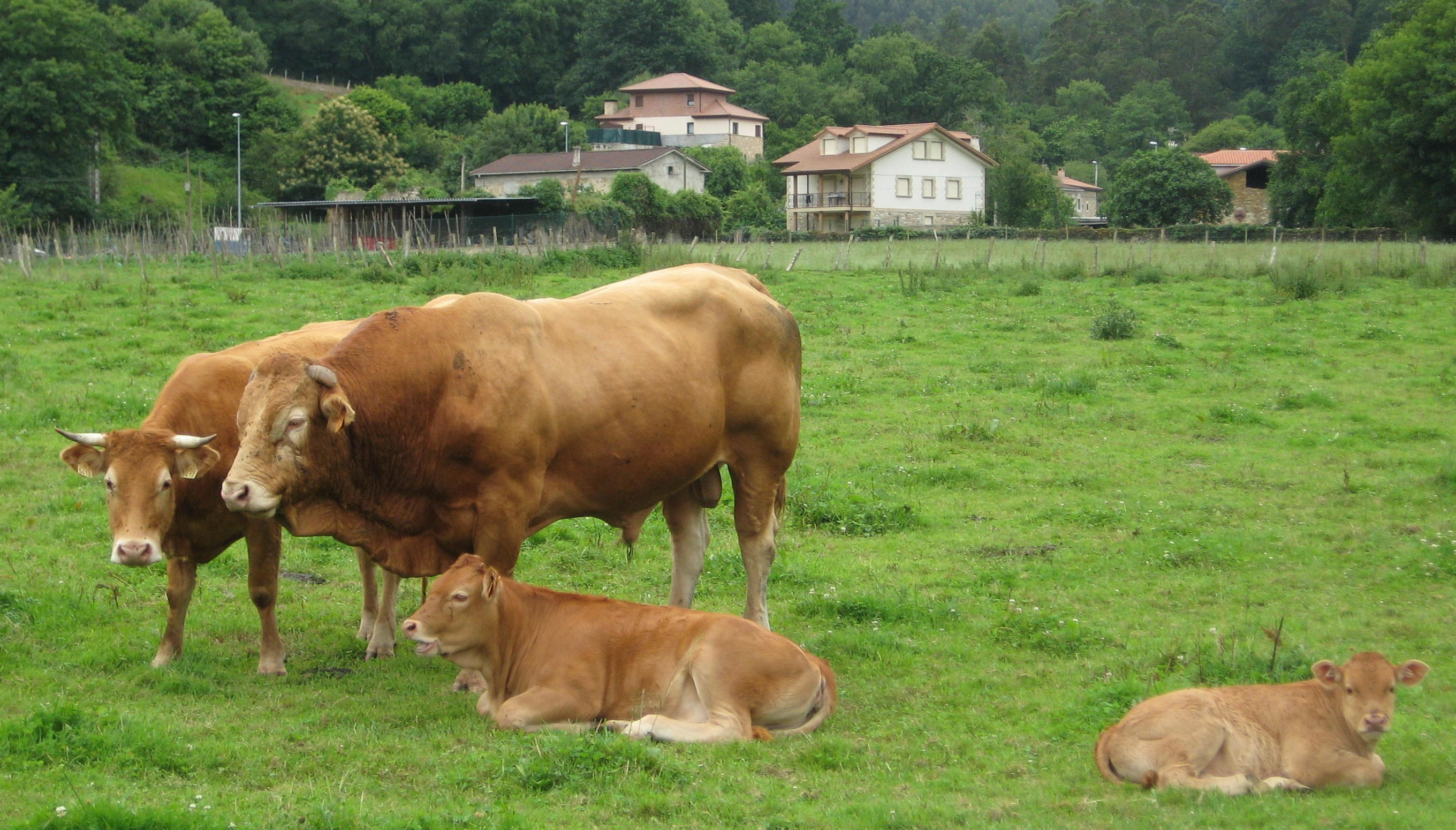
Тварини (корова)
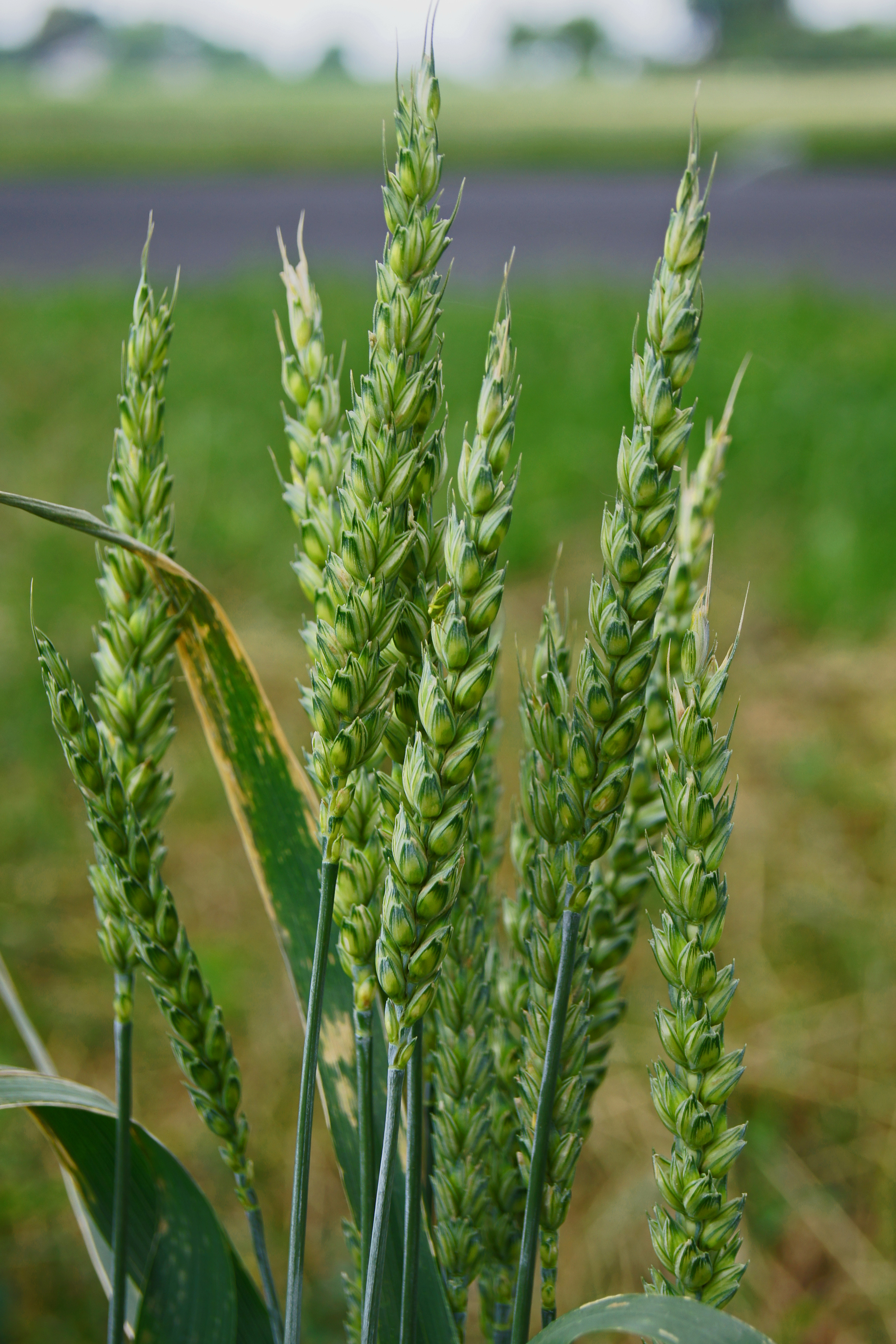
Рослини (пшениця)
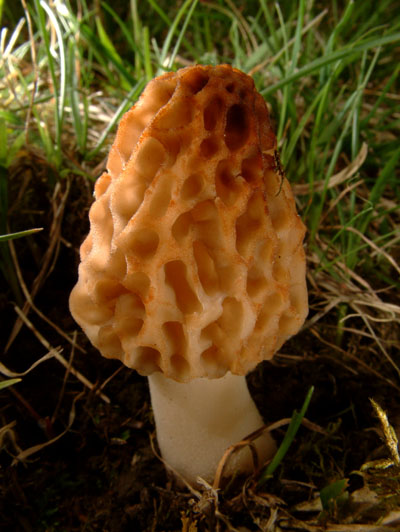
Гриби (зморшок їстівний)
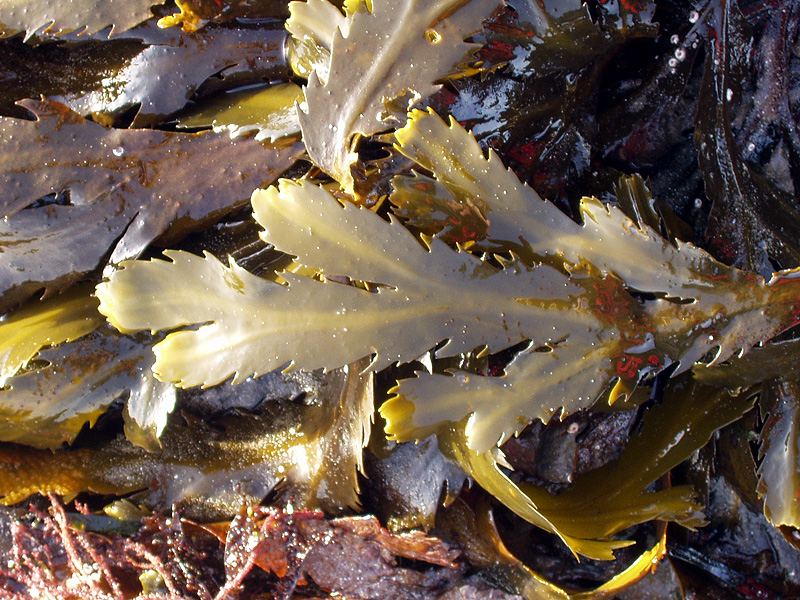
Гетероконти/Хромісти (Fucus serratus)
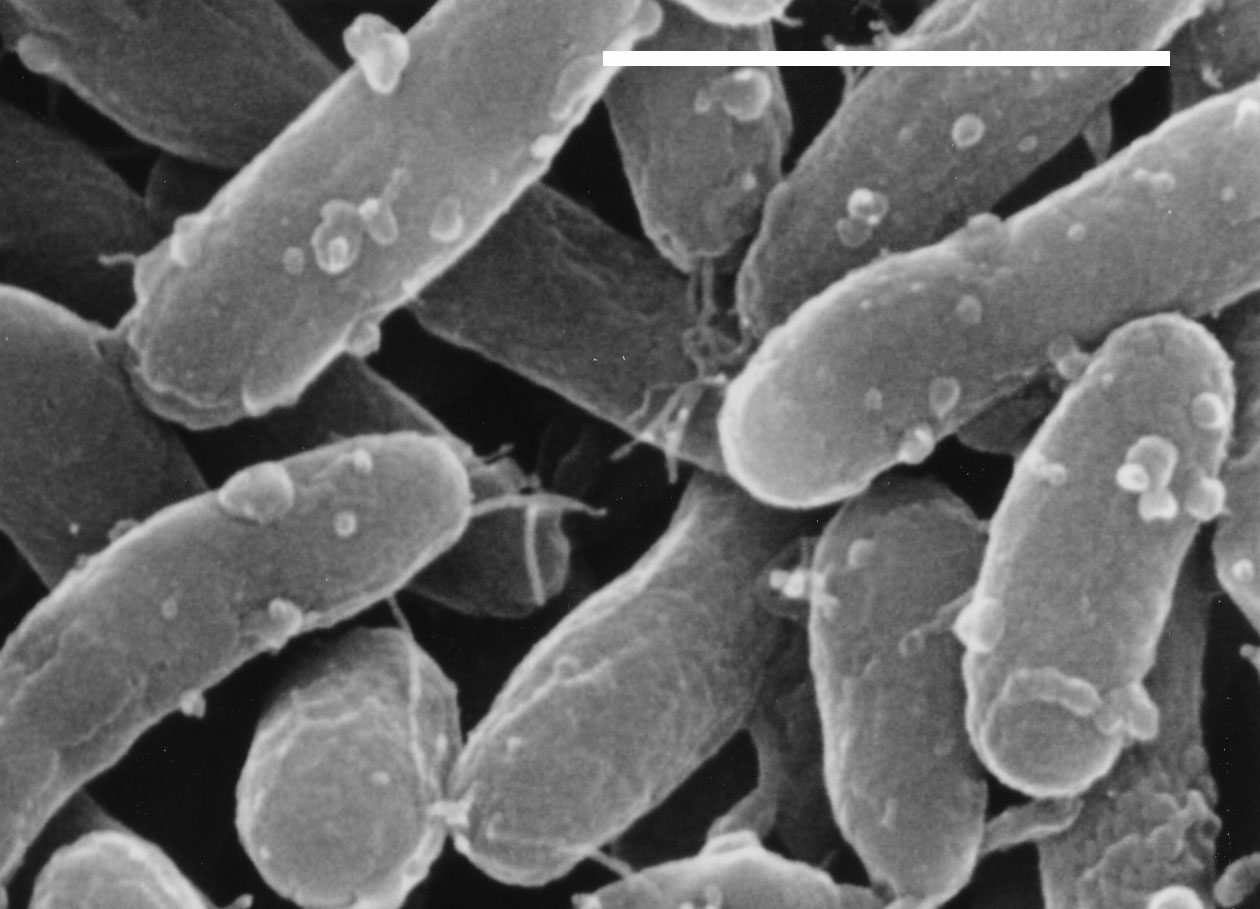
Бактерії (Gemmatimonas aurantiaca (- = 1 Micrometer))
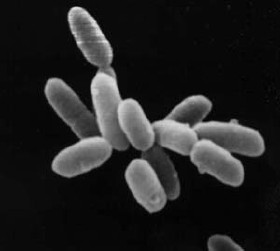
Археї (Галобактерії)
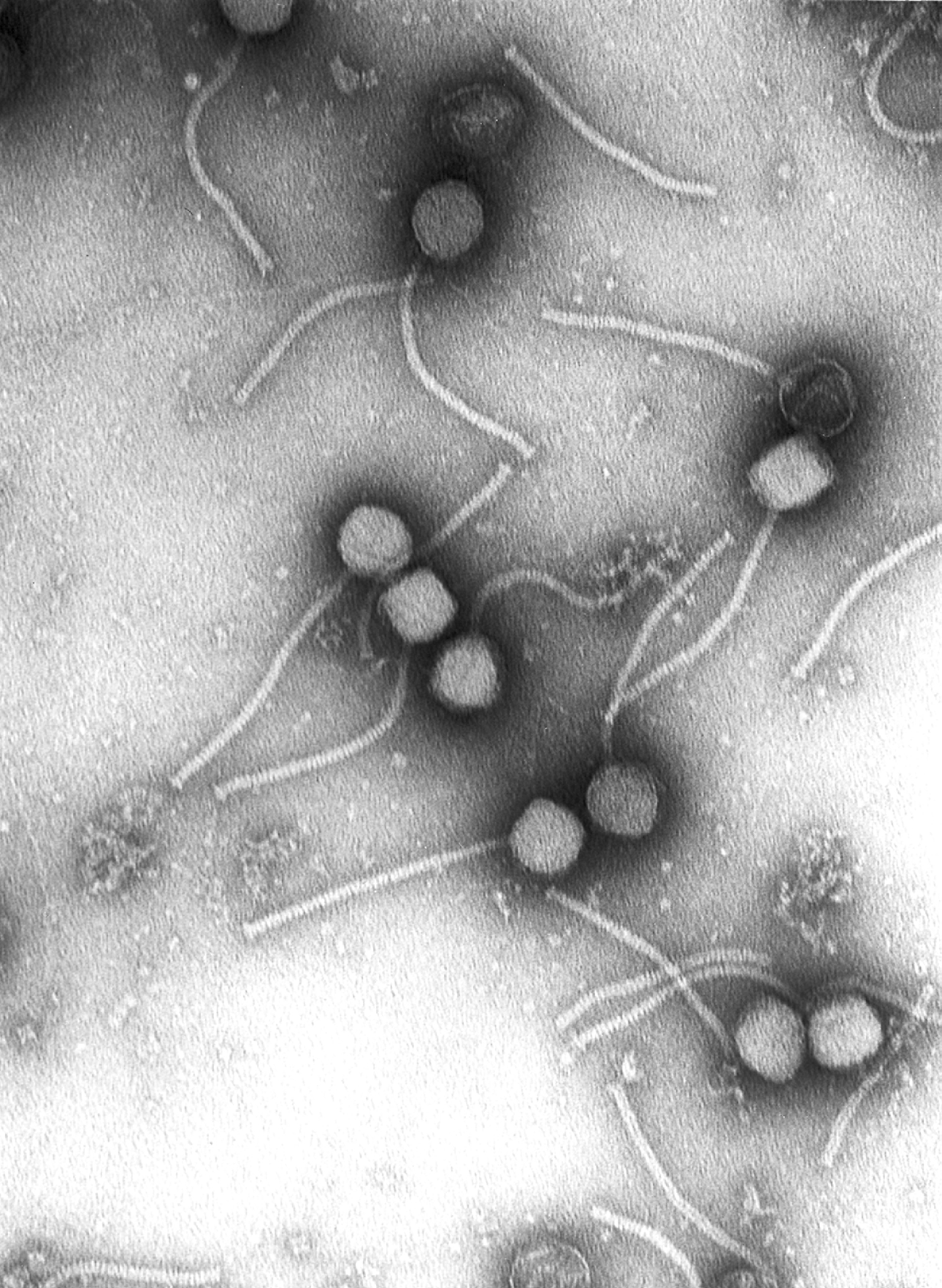
Віруси (Gamma phage)